# Џон Кенеди Тул
Џон Кенеди Тул (фр. John Kennedy Toole,  17. децембар 1937, Њу Орлеанс − 26. март 1969, Билокси, Мисисипи) био је амерички писац чији је роман Завера будала (A Confederacy of Dunces) објављен деценију након његовог самоубиства добио Пулицерову награду.

## Живот
Тул је студирао на њујоршком Универзитету Колумбиа и, након што је дипломирао на University of Louisiana at Lafayette, предавао је енглески језик, а касније на њујоршком Hunter College. Морао је да прекине докторат на Универзитету Колумбија 1961. године када је позван на служење војног рока. Тул је завршио у Порторику, где је шпанске војнике подучавао енглеским. Након одслужења војног рока вратио се у Луизијану и већину времена провео у француској четврти Њу Орлеанс, старом граду обликованом у француско-колонијалном добу.
Тул је послао рукопис свог романа Завера будала издавачкој кући Simon&Schuster, која га је одбила након почетног читања. Ни други издавачи нису били спремни за објављивање. Међутим, Тул је свој роман сматрао ремек-делом и, као одговор на поновљена отказивања издавача, пао је у депресију и почео да пије. Неки биографи сугеришу да је недоумица око његове сексуалне оријентације допринела Туловом личном паду. 1969. године извршио је самоубиство користећи црево за одвод издувних гасова у унутрашњости свог аутомобила.
После Тулове смрти, његова мајка је годинама узалудно покушавала да пронађе издавача за Заверу будала. На крају је наговорила Валкера Перција да прочита рукопис. Изненадио га је висок квалитет романа и пронашао издавача 1980. године. Критичари су роман поздравили као ремек-дело јужњачке књижевности; Тул је постхумно добио Пулицерову награду за најбољи роман године. Од тада је преведен на најмање 18 језика и продат у милион примерака. Други Тулов роман Неонска Библија (The Neon Bible)  објављен је 1989. године, који је завршио у 16. години, али никада није био предвиђен за објављивање.

## Роман
Завера будала је пикарски роман који на истакнут начин приказује живот у Њу Орлеансу. Главни јунак је Игнацијо Ж. Рајли, лењи и гладни интелектуалац који живи код куће са мајком удовицом. Презире модерност, против које, затворен у својој успаваној собици, пише опширну брошуру. Мора да зарађује за живот након што је мајка у пијаном стању изазвала несрећу (са материјалном штетом). Од посла до посла сели из једне гротескне ситуације у другу и вређа Бога и свет због своје одисеје, често са референцама на Боетијевог Der Trost der Philosophie. Роман има јасне аутобиографске одлике. Нарочито у споредним ликовима (полицијски инспектор Манкузо, Санта Батаглиа, Бурма Јонес, Дориан Грин) карикатурално описује нижу класу и „сцену“ старог Њу Орлеанса.
Наслов романа изведен је из изреке Џонатана Свифта: "Када се прави геније појави на овој земљи, препознаћете га по томе што се идиоти уроте против њега."
Phil Johnston ради на сценарију који ће бити снимљен у филм под режијом James Bobinа. 

## Дела
- A Confederacy of Dunces  (Завера будала) (LSU Press, 1980).
- The Neon Bible (Неонска Библија) (Grove Press, 1989).

## Тул у књижевности
- Cory MacLauchlin:  Butterfly in the Typewriter. The Tragic Life of John Kennedy Toole and the Remarkable Story of A Confederacy of Dunces (Лептир у машини за писање. Трагични живот Џона Кенедија Тула и изузетна прича о Завери будала), 2012.
- René Pol Nevils, Deborah George Hardy: Ignatius Rising. The Life of John Kennedy Toole,  2001.